# Pedro Alvarado Páez
Pedro Héctor Alvarado Paéz (14 de septiembre de 1927-Putaendo, 18 de octubre de 2012) fue un agricultor y político chileno.

## Biografía
Nació el 14 de septiembre de 1927; hijo de Pedro Alvarado Cortez y Adela Páez Martel. Falleció en Putaendo el 18 de octubre de 2012.
Se casó con Carmen Sepúlveda y tuvieron dos hijos. Realizó sus estudios secundarios en el Liceo de Hombres de Temuco. En el ámbito privado se dedicó a la agricultura, administrando un fundo de su propiedad.
Inició sus actividades políticas en 1943 al ingresar a la Falange Nacional.
En 1950 fue elegido regidor de Putaendo, cargo en el que permaneció hasta 1963.
En 1957 fue uno de los fundadores del Partido Demócrata Cristiano en Putaendo, donde asumió diferentes responsabilidades: durante seis períodos fue presidente comunal; integró la Junta Provincial de Aconcagua por doce años; en 1958 asumió la presidencia comunal de Putaendo del Comando para la candidatura presidencial de Eduardo Frei Montalva; y en 1964 se desempeñó como coordinador provincial del Departamento Campesino de la Provincia de Cautín.
En las elecciones parlamentarias de 1965 fue elegido diputado por la 21ª Agrupación Departamental de "Imperial, Temuco, Villarrica, Pitrufquén y Lautaro". Participó en las Comisiones Permanentes de Agricultura y Colonización; de Hacienda; de Obras Públicas; de Defensa Nacional; de Trabajo y Legislación Social; y de Integración Latinoamericana en 1969. Integró las Comisiones Especiales de Educación Física entre 1967 y 1968; de Solicitudes Particulares en 1967; y Especial Investigadora del Mineral "El Salvador" entre 1965 y 1966. Entre 1967 y 1968 fue miembro suplente del Comité Parlamentario Demócrata Cristiano.
En las elecciones parlamentarias de 1969 fue reelegido por la misma Agrupación Departamental. Continuó integrando la Comisión Permanente de Agricultura y Colonización.
En las elecciones parlamentarias de 1973 fue reelegido nuevamente por la misma Agrupación Departamental. Integró las Comisiones Permanentes de Agricultura y Colonización; y la de Integración Latinoamericana. Su labor fue interrumpida por el Golpe de Estado y la consecuente disolución del Congreso Nacional.
En 1993 fue presidente provincial del Partido Demócrata Cristiano de Cautín.

## Historial electoral

### Elecciones parlamentarias de 1973
- Elecciones parlamentarias de 1973 para la Provincia de Cautín[1]